# Động cơ

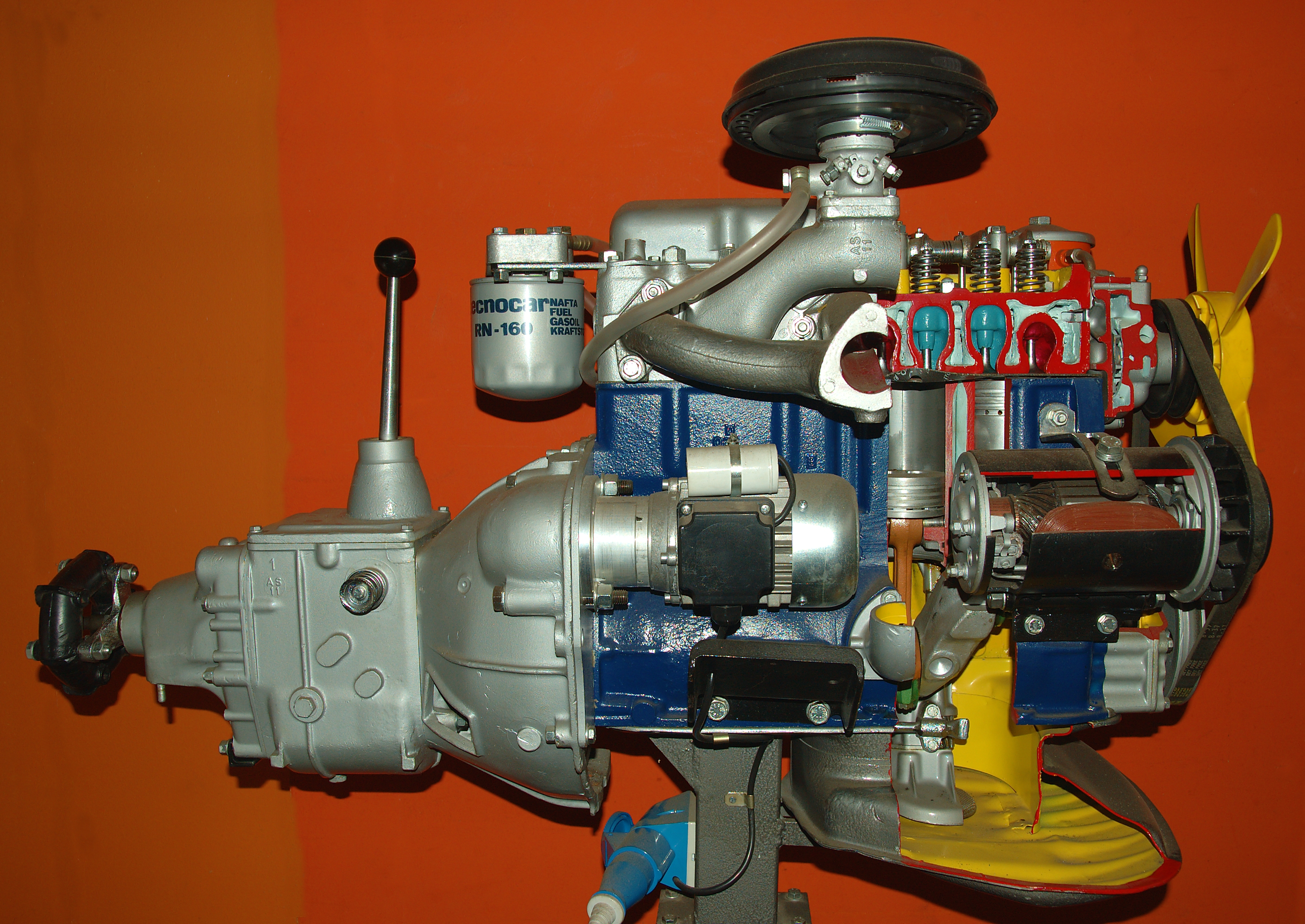
Mô hình động cơ dùng để giảng dạy

Động cơ bốn kỳ

Động cơ hay Mô tơ (tiếng Anh: Motor) là thiết bị chuyển hóa một dạng năng lượng nào đó (thiên nhiên hoặc nhân tạo) thành động năng.
Động cơ điện chuyển hóa điện năng thành động năng, động cơ Diesel chuyển hóa năng lượng của nhiên liệu thành động năng, động cơ thủy lực biến đổi áp năng (áp suất thủy lực) thành động năng.
Động cơ đốt trong là động cơ nhiệt đốt nhiên liệu trong buồng đốt để lấy công từ áp suất của khí giãn nở. Động cơ điện chuyển đổi năng lượng điện thành chuyển động cơ học; động cơ khí nén sử dụng khí nén; và động cơ đồng hồ trong đồ chơi gió sử dụng năng lượng đàn hồi. Trong các hệ thống sinh học, các động cơ phân tử, như myosin trong cơ bắp, sử dụng năng lượng hóa học để tạo ra lực và cuối cùng là chuyển động.

## Lịch sử

### Thời cổ đại
Loài người xa xưa đã biết sử dụng các cơ cấu đơn giản như cáp tời, trục quay hay các guồng, ròng rọc, các công cụ này chuyển hóa các dạng năng lượng của con người hoặc thiên nhiên thành các dạng động năng khác nhau phục vụ đời sống. Chúng được sử dụng trong các cần trục trên các tàu thuyền trong thời Hy Lạp cổ đại, và trong các hầm mỏ trong thời La Mã cổ đại. Các tàu chiến trước đây đã sử dụng năng lượng nhân tạo thông qua các động cơ đơn giản dạng đòn bẩy để tạo ra động năng có thể tự chèo. Nhiều phát minh dựa trên nguyên lý của động cơ đã được ứng dụng vào sinh hoạt.
Chúng được sử dụng trong các cần trục trên các tàu thuyền trong thời Hy Lạp cổ đại, và trong các hầm mỏ trong thời La Mã cổ đại. Các nhà văn của thời đó, bao gồm Vitruvius, Frontinus và Pliny the Elder, coi những động cơ này là phổ biến, vì vậy phát minh của chúng có thể còn cổ xưa hơn nữa. Vào thế kỷ 1 sau Công nguyên, gia súc và ngựa đã được sử dụng trong các nhà máy, lái những cỗ máy tương tự trước đó do con người kéo ở các thời kỳ trước đó.
Theo Strabo, đã có một nhà máy chạy bằng nước được xây dựng tại Kaberia của vương quốc Mithridates trong thế kỷ 1 trước Công nguyên. Việc sử dụng bánh xe nước trong các nhà máy trải khắp Đế chế La Mã trong vài thế kỷ tiếp theo. Một số khá phức tạp, với cống, đập và cống để duy trì và dẫn nước, cùng với hệ thống bánh răng, hoặc bánh răng làm bằng gỗ và kim loại để điều chỉnh tốc độ quay. Các thiết bị nhỏ tinh vi hơn, như cơ chế Antikythera đã sử dụng các đoàn tàu và mặt số phức tạp để hoạt động như lịch hoặc dự đoán các sự kiện thiên văn. Trong một bài thơ của Ausonius vào thế kỷ thứ 4, ông đã đề cập đến một chiếc cưa cắt đá chạy bằng nước. Hero xứ Alexandria đã sáng chế ra nhiều máy móc chạy bằng sức gió và hơi nước như vậy trong thế kỷ 1, bao gồm Aeolipile và máy bán hàng tự động, thường những máy này được kết hợp với thờ cúng thần linh, như bàn thờ di động và cửa đền tự động.

### Thời Trung cổ
Các kỹ sư Hồi giáo thời Trung cổ đã sử dụng các bánh răng trong các máy xay xát và máy nâng nước lên cao, và sử dụng các con đập làm nguồn năng lượng nước để cung cấp thêm năng lượng cho các nhà máy nước và máy nâng nước. Trong thế giới Hồi giáo thời trung cổ, những tiến bộ như vậy đã giúp cơ giới hóa nhiều nhiệm vụ công nghiệp trước đây được thực hiện bằng lao động thủ công.
Vào năm 1206, al-Jazari đã sử dụng một hệ thống crank-conrod cho hai trong số các máy nâng nước của mình. Một thiết bị tua bin hơi thô sơ được Taqi al-Din mô tả vào năm 1551 và sau đó là Giovanni Branca vào năm 1629.
Vào thế kỷ 13, động cơ tên lửa rắn được phát minh ở Trung Quốc. Được điều khiển bằng thuốc súng, dạng động cơ đốt trong đơn giản nhất này không thể cung cấp sức mạnh bền vững, nhưng rất hữu ích cho việc đẩy đạn ở tốc độ cao về phía kẻ thù trong trận chiến và để bắn pháo hoa. Sau khi được phát minh, phát minh này đã lan rộng khắp châu Âu.

### Cách mạng công nghiệp

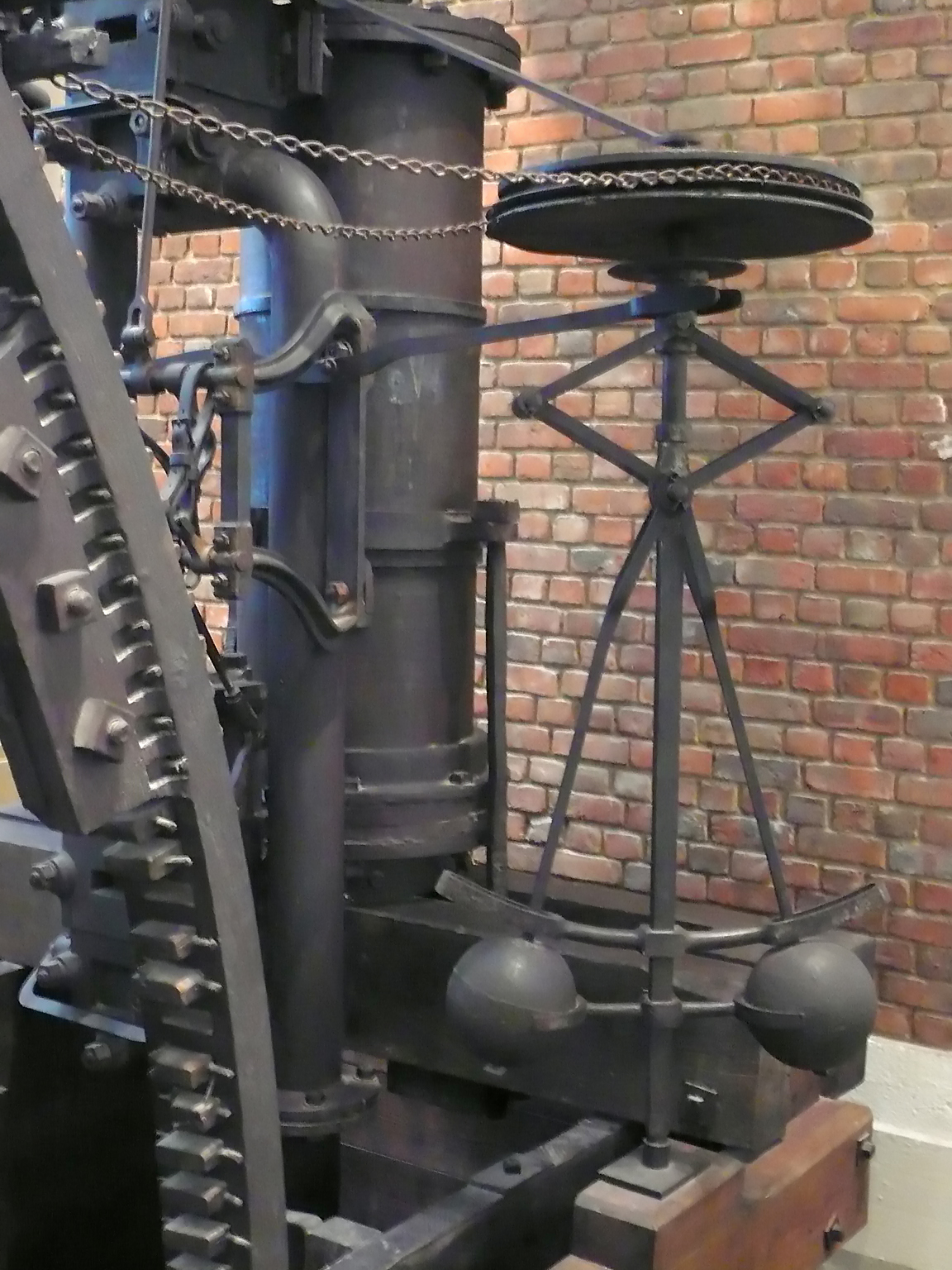
Động cơ Boulton & Watt năm 1788

Động cơ hơi nước Watt là loại động cơ hơi nước đầu tiên sử dụng hơi nước ở áp suất cao hơn áp suất khí quyển để điều khiển piston được trợ giúp bằng chân không một phần. Cải tiến về thiết kế của động cơ hơi nước Newcomen năm 1712, động cơ hơi nước Watt, được phát triển rải rác từ năm 1763 đến 1775, là một bước tiến lớn trong sự phát triển của động cơ hơi nước. Cung cấp một sự gia tăng đáng kể về hiệu quả nhiên liệu, thiết kế của James Watt trở thành đồng nghĩa với động cơ hơi nước, do một phần không nhỏ đối với đối tác kinh doanh của ông, Matthew Boulton. Nó cho phép phát triển nhanh chóng các nhà máy bán tự động hiệu quả ở quy mô không thể tưởng tượng trước đây ở những nơi không có nguồn nước. Sự phát triển sau đó đã dẫn đến đầu máy hơi nước và mở rộng mạnh mẽ giao thông đường sắt.
Đối với động cơ piston đốt trong, những động cơ này đã được de Rivaz và độc lập, bởi anh em Niépce ở Pháp thử nghiệm vào năm 1807. Về mặt lý thuyết, chúng đã được Carnot phát triển vào năm 1824. Năm 1853 đến 1857 Eugenio Barsanti và Felice Matteucci đã phát minh và được cấp bằng sáng chế với một động cơ sử dụng nguyên lý piston tự do có thể là động cơ 4 kỳ đầu tiên.
Việc phát minh ra một động cơ đốt trong mà sau này thành công về mặt thương mại đã được Étienne Lenoir thực hiện vào năm 1860..
Vào năm 1877, chu trình Otto có khả năng cho tỷ lệ công suất trên khối lượng cao hơn nhiều so với động cơ hơi nước và hoạt động tốt hơn nhiều đối với nhiều ứng dụng vận tải như ô tô và máy bay.

## Động cơ hiện đại

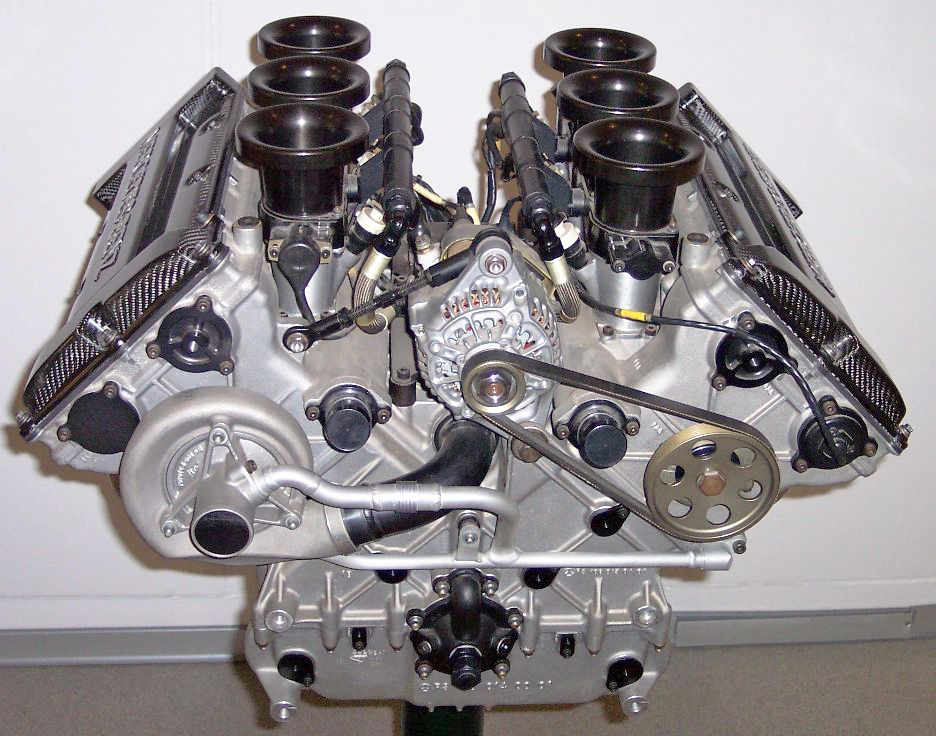
Động cơ xe Mercedes V6 năm 1996
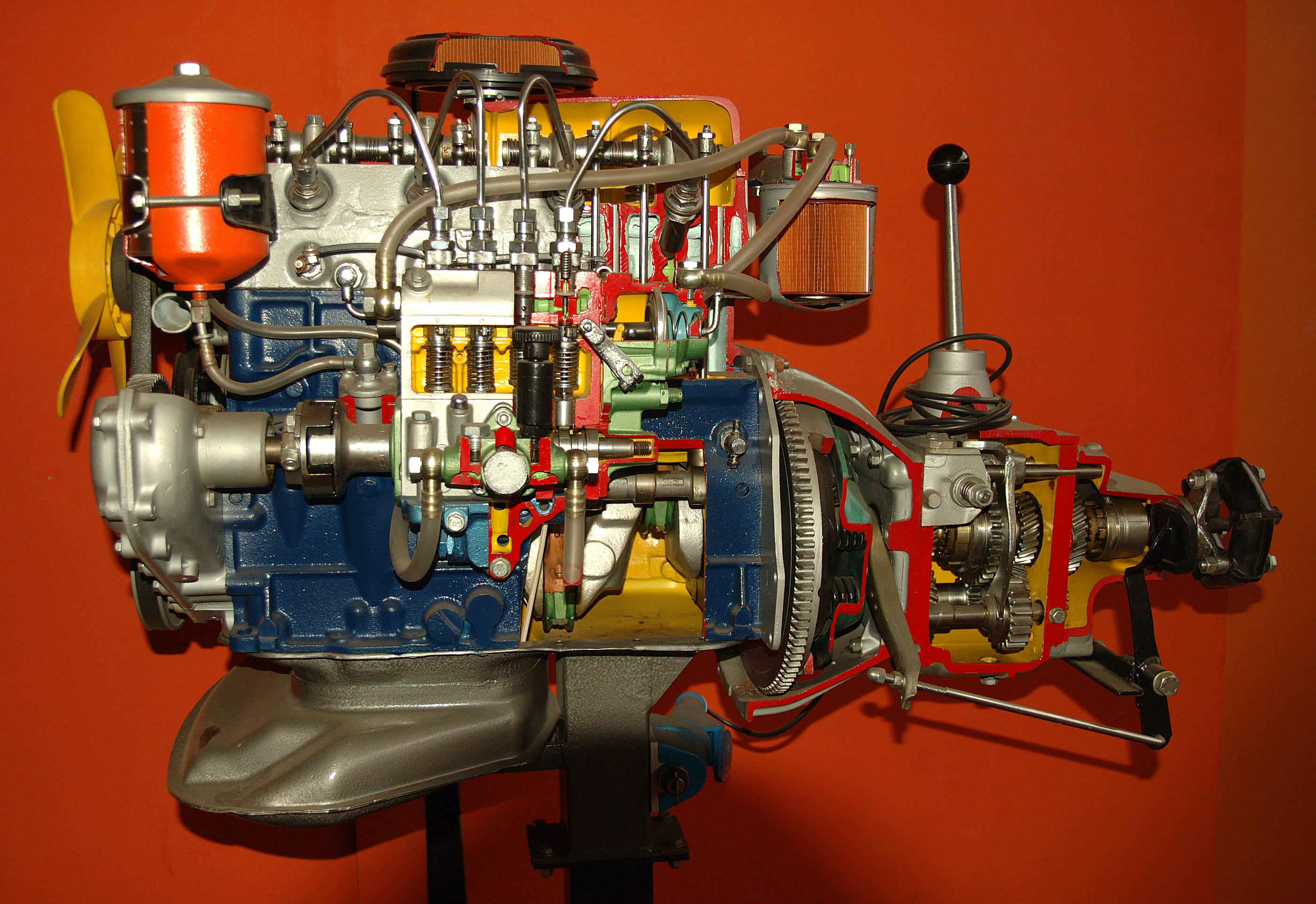
Một kiểu của động cơ

## Các liên kết ngoài
- Engine (technology) tại Encyclopædia Britannica (tiếng Anh)
- How stuff works: Cars Engines